# 10 вересня
10 вересня — 253-й день року (254-й у високосні роки) у григоріанському календарі. До кінця року залишається 112 днів.

## Свята і пам'ятні дні

### Міжнародні
- ООН: Всесвітній день запобігання самогубствам. (Заснований Всесвітньою організацією охорони здоров'я спільно з Міжнародною асоціацією по запобіганню самогубствам)
- Міжнародний день гінекологічного здоров'я.

### Національні
- Гонконг,  КНР: Національний день вчителя.
- Гондурас: Національний день дитини.
- Гібралтар: Державне свято.

### Релігійні

#### Західне християнство
- Пам'ять святих Миколая Толентінського[en], Обера Авраншського[en], Пульхерії та Теодарда Маастрихтського[en];
- Пам'ять Карло Спінола[en], Томаса Цуґі[en] та Великомучеників Нагасакських[en];
- Пам'ять Едмунда Пека[en] (Англіканська церква Канади[en]);
- Пам'ять Александра Краммелла[en] (Єпископальна церква).

#### Східне християнство[1]
- Пам'ять мучениць Минодори, Митродори та Німфодори[en];
- Пам'ять преподобного Павла Послушного;
- Пам'ять апостолів від 70-х: Апелія, Лукія і Климента;
- Пам'ять мученика Варипсава[sr];
- Пам'ять благовірної імператриці Грецької Пульхерії;
- Пам'ять святителів Петра і Павла Нікейських.

## Іменини
✝  Католицькі: Карло, Лука, Микола, Обер, Пульхерія, Томас, Теодард.
✙ Православні: Апелій (Апеллой), Варипсав, Климент, Лукій, Минодора, Митродора, Німфодора, Павло, Петро.

## Події
- 1856 — закінчення Кримської війни, поразка Російської імперії, перемога коаліції Османської імперії, Великої Британії, Французької імперії та Сардинського королівства.
- 1919 — на Паризькій мирній конференції укладено Сен-Жерменський договір, який визнавав право Румунії на Буковину, Чехословаччини — на Закарпаття, а також суверенітет Антанти над Галичиною; Австро-Угорщина припинила своє існування.
- 1920 — прийнята конституція Австрійської Республіки, згідно з якою країна стала «союзною державою» з правами широкої автономії.
- 1941 — у в'язницях Києва радянськими спецслужбами без вироку суду розстріляно всіх в'язнів.
- 1943 — біля села Новий Загорів бійці УПА дали бій переважаючим силам німців.
- 1989 — Угорщина відкрила свої західні кордони для біженців зі Східної Німеччини, що ознаменувало перший прорив «берлінської стіни».
- 1993 — Кабінет Міністрів України ухвалив постанову «Про вшанування пам'яті жертв Голодомору в Україні у 1932—1933 роках».
- 2001 — масове отруєння метанолом у Пярну (Естонія), яке спричинило загибель 68 осіб.

## Народились

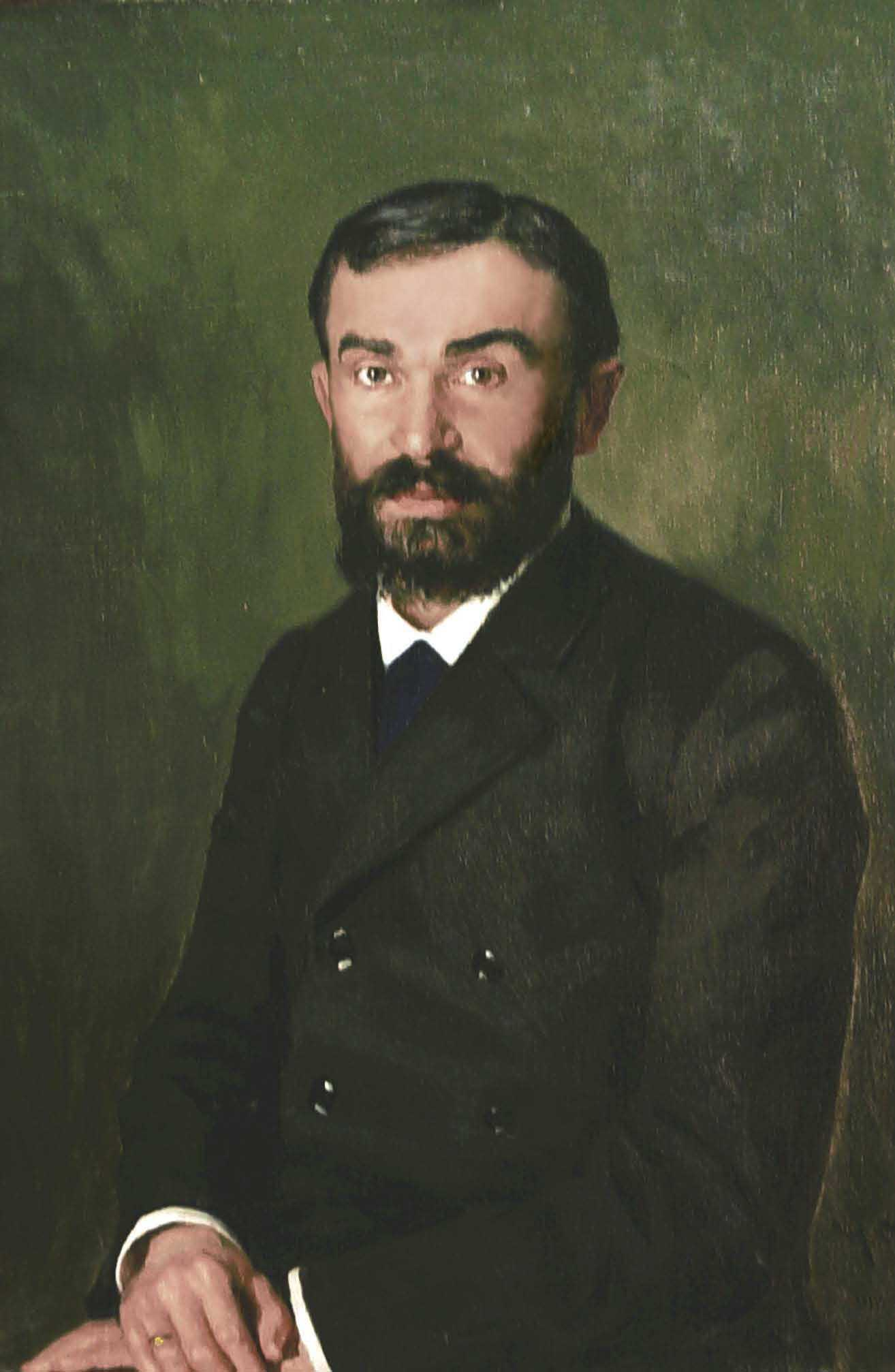
Іван Терещенко

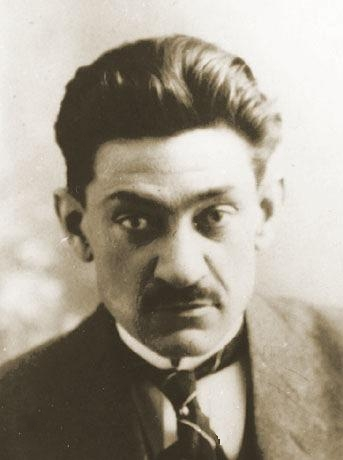
Дмитро Донцов

Дивись також Категорія:Народились 10 вересня
- 1638 — Марія Терезія Іспанська, дочка короля Іспанії Філіпа IV і Єлизавети Французької.
- 1659 — Генрі Перселл, англійський композитор ірландського походження епохи бароко, автор першої національної англійської опери.
- 1805 — Гійом (Віллем) Гефс, бельгійський скульптор; брат скульпторів Йозефа Гефса і Алоїзія Гефса, чоловік художниці Фанні Корр (Фанні Гефс).
- 1839 — Чарлз Сандерс Пірс, американський філософ, логік, математик та природознавець, засновник прагматизму.

- 1854 — Іван Терещенко, український підприємець, колекціонер, меценат.
- 1855 — Роберт Кольдевей, німецький архітектор і археолог, який визначив місцезнаходження стародавнього Вавилону.

- 1883 — Дмитро Донцов, український літературний критик, публіцист, політичний діяч, фундатор теорії інтегрального націоналізму
- 1885 — Олександр Палладін, український біохімік, академік АН УРСР і АН СРСР.
- 1892 — Артур Комптон, американський фізик, лауреат Нобелівської премії з фізики 1927 року.
- 1894 — Олександр Довженко, український письменник, кінорежисер, кінодраматург
- 1897 — Жорж Батай, французький філософ, теоретик мистецтва, письменник.
- 1914 — Роберт Вайз, американський кінорежисер, чотириразовий лауреат «Оскара».
- 1930 — Анатолій Скороход, український математик, професор, член-кореспондент, академік НАН України (1985). Член Американської академії мистецтв і наук.
- 1939 — Петро Фомін, український учений-хірург, доктор медичних наук, професор, завідувач кафедри хірургії Національного медичного університету імені О. О. Богомольця, академік Національної академії медичних наук України.
- 1941 — Стівен Гулд, американський еволюційний біолог, палеонтолог, популяризатор науки
- 1959 — Микола Канішевський, український журналіст, редактор і ведучий інформагентства «Вікна»

## Померли
Дивись також Категорія:Померли 10 вересня
- 1797 — Мері Волстонкрафт, британська письменниця і філософ, суфражистка.
- 1884 — Джордж Бентам, англійський ботанік.
- 1903 — Ротта Антоніо, італійський живописець. Батько живописця Сільвіо Джуліо Ротта.
- 1935 — Г'юї Лонг, американський політичний діяч, сенатор від штату Луїзіана
- 1975 — Джордж Паджет Томсон, британський фізик, лавреат Нобелівської премії 1937 року.
- 1976 — Далтон Трамбо, американський сценарист і письменник.
- 1983 — Фелікс Блох, швейцарський фізик, нобелівський лауреат (1952)
- 1994 — Макс Морлок, німецький футболіст, чемпіон світу (1954)
- 1999 — Альфредо Краус Трухільо, іспанський оперний співак, ліричний тенор.
- 2011 — Кліфф Робертсон, американський актор, володар премії «Оскар».